# Xylocopa mordax
Xylocopa mordax är en biart som beskrevs av Smith 1874. Xylocopa mordax ingår i släktet snickarbin, och familjen långtungebin. Inga underarter finns listade i Catalogue of Life.

## Bildgalleri

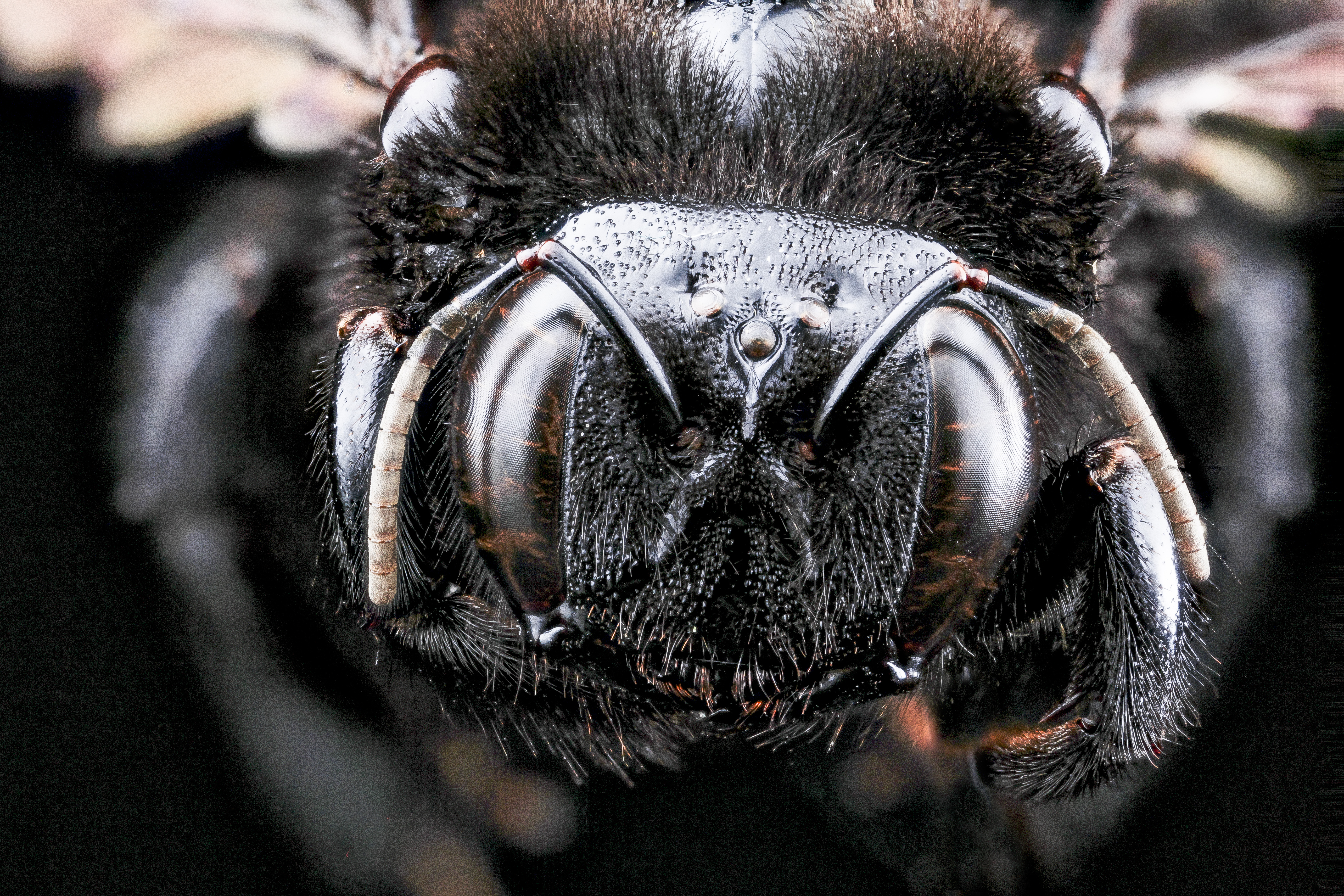
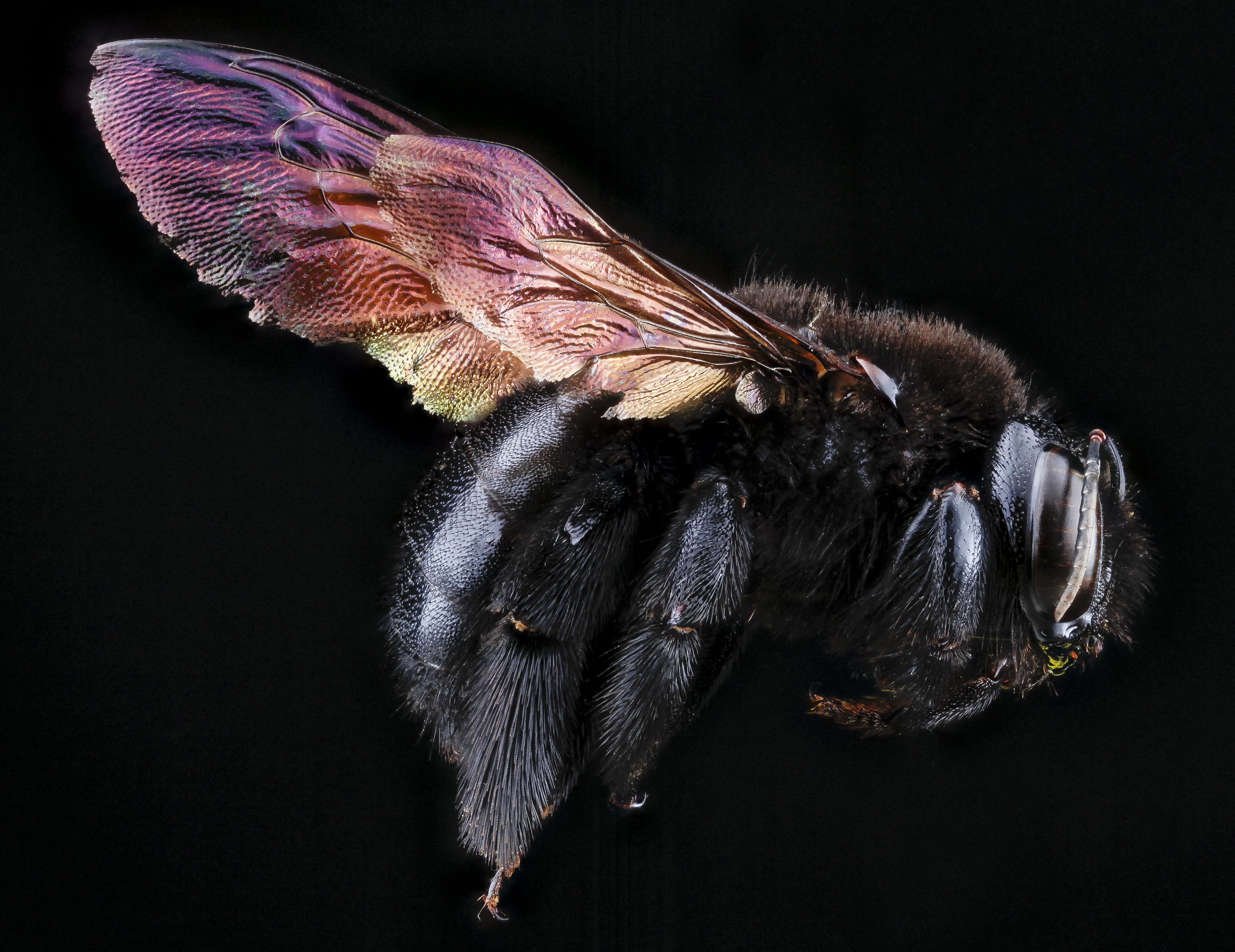